# Driss Bamous
Driss Bamous (Berrechid, 15 dicembre 1942 – 16 aprile 2015) è stato un calciatore, dirigente sportivo e militare marocchino, di ruolo centrocampista.

## Carriera

### Calciatore
Partecipò con la nazionale del Marocco alle olimpiadi del 1964 e al mondiale 1970, competizione dove fu capitano.
Ha militato dal 1963 al 1973 nel FAR Rabat.

### Dirigente
Dal 1986 al 1992 ha ricoperto il ruolo di presidente della Federazione calcistica del Marocco.